# Vintgarklamm

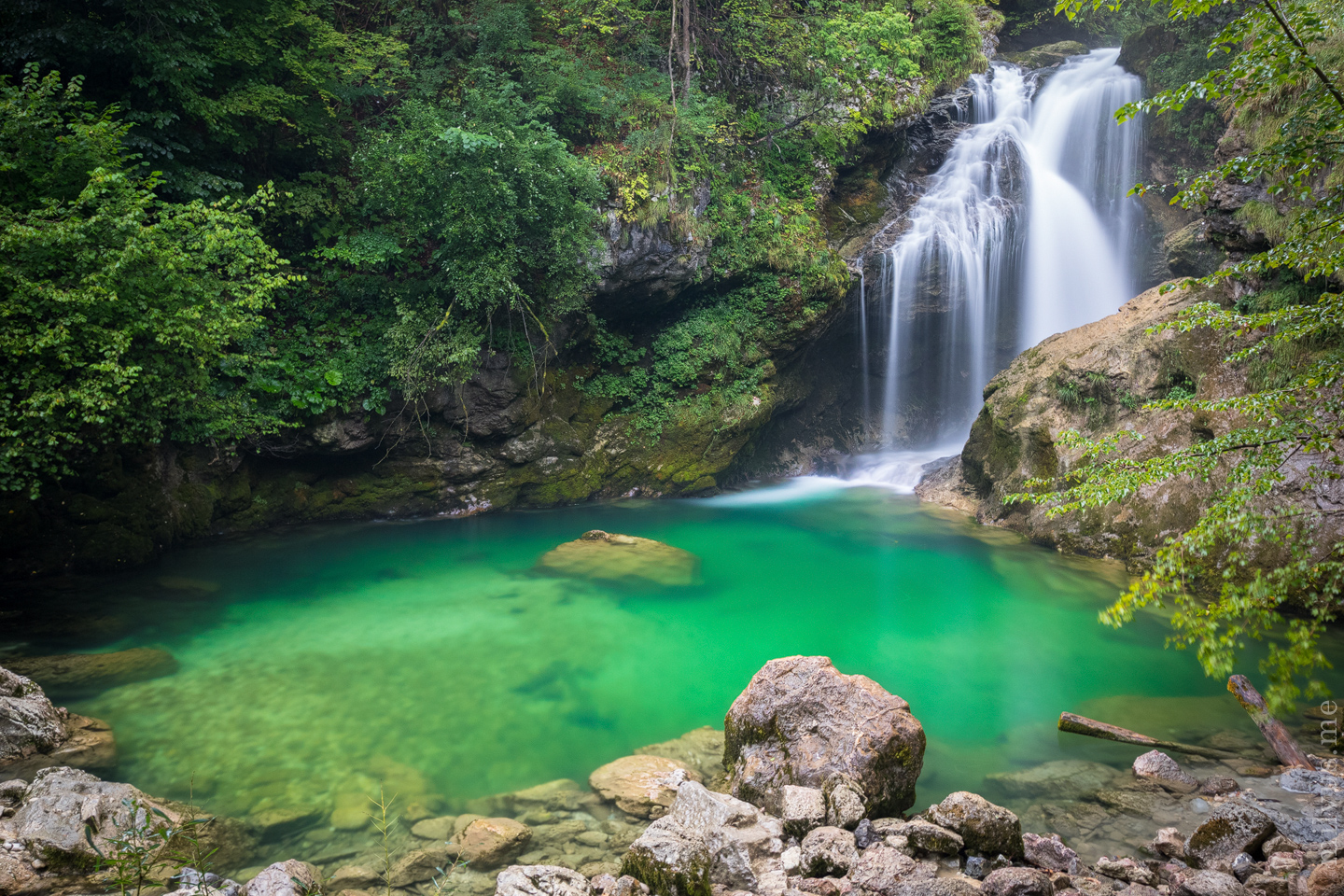
Vintgarklamm

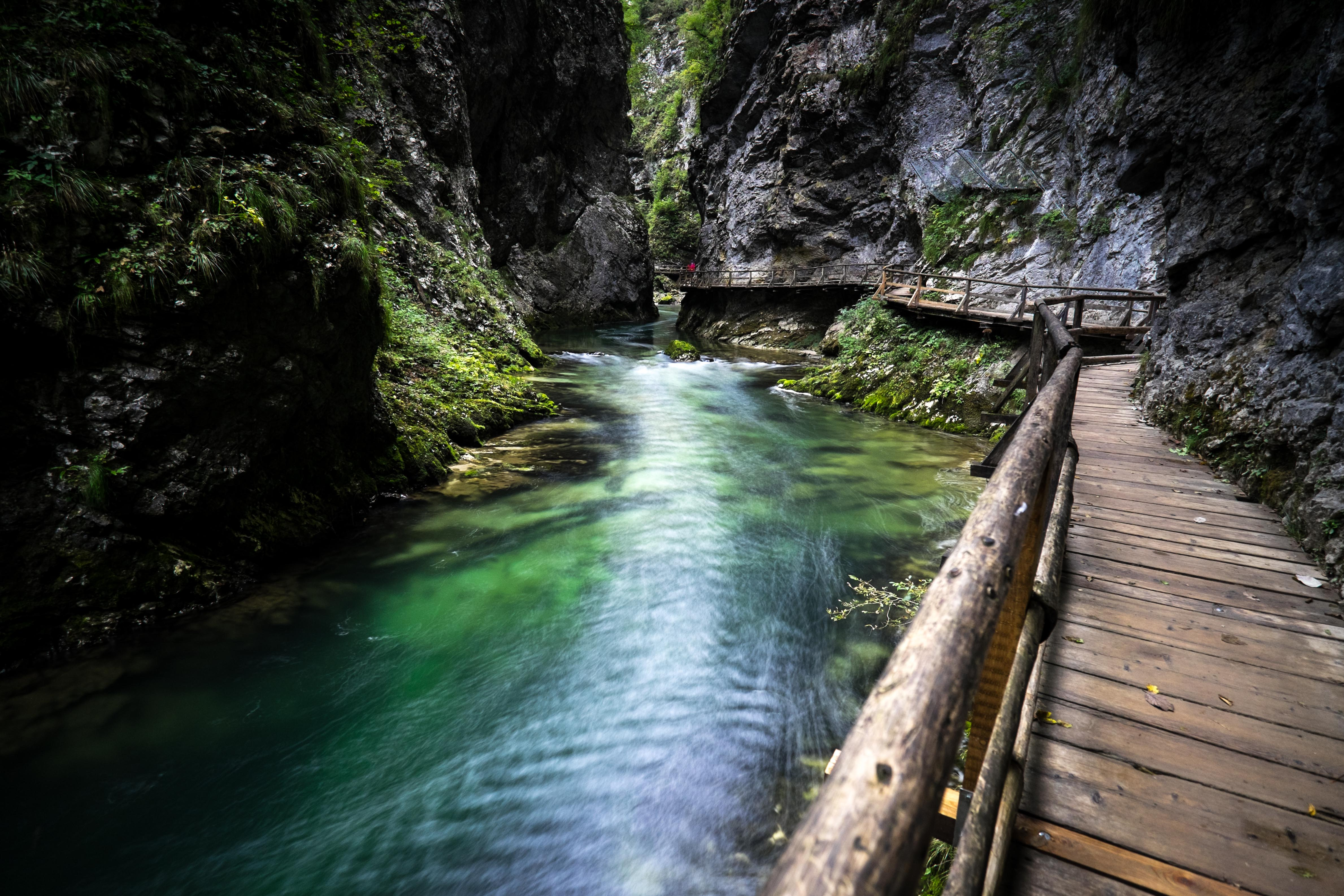
Vintgar-Klamm

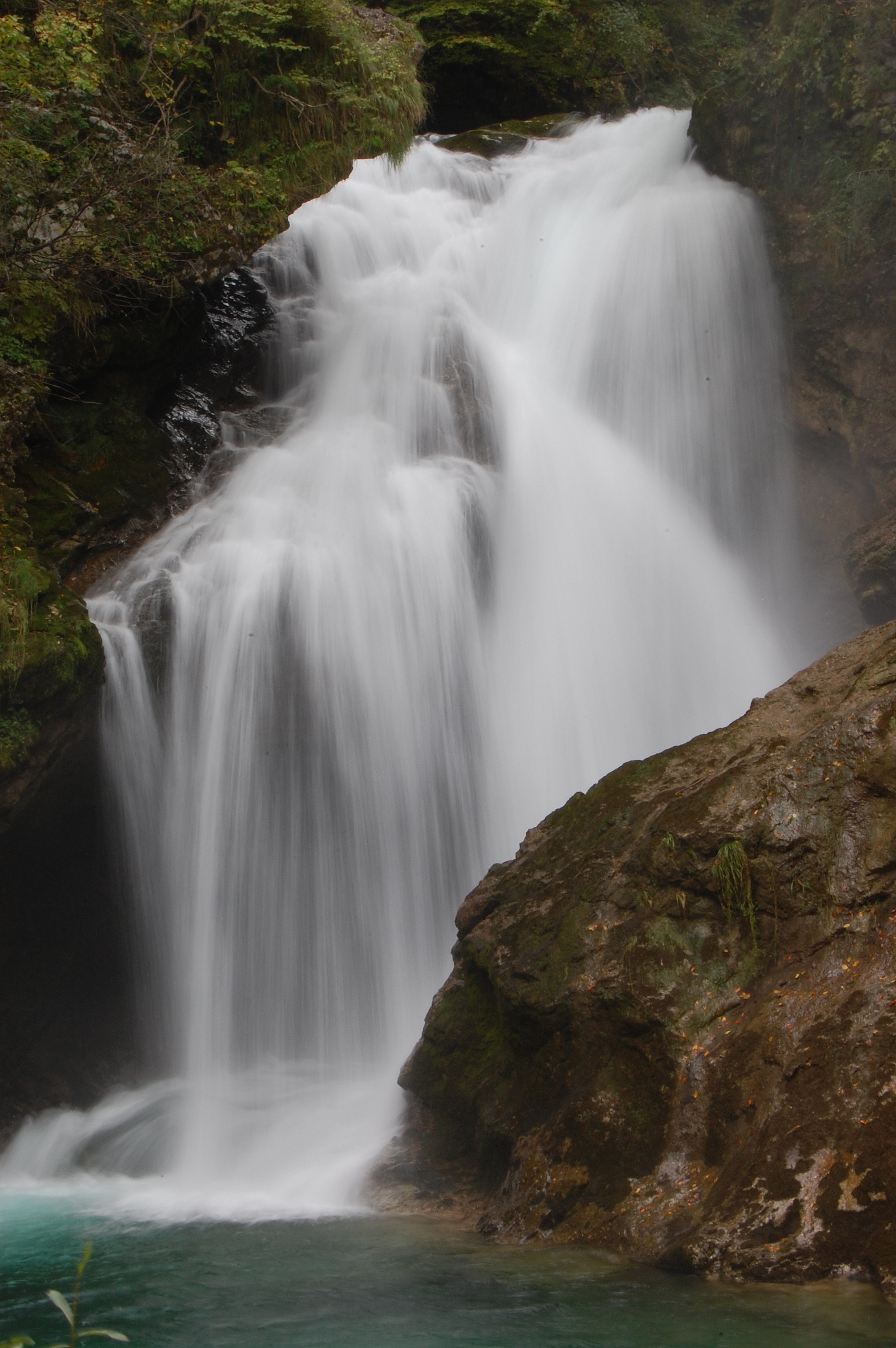
Šum Wasserfall

Die Vintgarklamm (slowenisch: Blejski vintgar) ist eine Klamm ca. 4 km nordwestlich von Bled in Slowenien. Sie ist von Bled über die Dörfer Spodnje Gorje, Podhom und Zasip zu erreichen. Die Klamm gehört zum Nationalpark Triglav und wurde bereits Ende des 19. Jahrhunderts als touristische Sehenswürdigkeit ausgebaut. Außerdem zählt das Flusstal zu den geschützten Naturdenkmalen.
Die Klamm wurde vom Fluss Radovna bis zu 300 Meter tief zwischen den senkrechten Wänden der Berge Hom und Boršt ausgewaschen, ist ca. 1600 m lang und endet am 13 m hohen Wasserfall Šum. Die Radovna entspringt in ca. 1000 m Höhe in den Julischen Alpen nordöstlich des Triglav.
Ein kostenpflichtiger Wanderweg führt ca. 30 Minuten über Brücken, Holzstege und Galerien durch die hoch aufragende Klamm.

## Name
Die Entstehung der Bezeichnung Vintgar ist ungeklärt. Angeführt wird die Erklärung aus deutsch Weingarten, da im nahen Buchheim (Podhom) Weinbau betrieben wurde. Alternativ wird angeführt, dass das Schluchtprofil einem Weinglas gleiche. Der Name Vintgar hat sich im Slowenischen zum Gattungsnamen für Klammen ausgeweitet, was Beispiele wie Iški vintgar, Ribniški vintgar und Bistriški vintgar belegen.

## Geschichte
Entdeckt wurde die Klamm im Jahre 1891 vom damaligen Bürgermeister von Gorje, Jakob Žumer, gemeinsam mit dem Kartografen und Fotografen Benedikt Lergetporer aus Bled. Aus der Begeisterung heraus gründeten sie einen Bauausschuss, und bereits 2 Jahre später war die Klamm öffentlich begehbar.
Im Laufe der Zeit wurde die Holzsteganlage mehrfach durch Hochwasser weggeschwemmt, deshalb liegt sie heute etwas höher als in den ersten Jahren. Außerdem hat man mittlerweile an exponierten Stellen Stahlnetze zum Schutz vor Steinschlag angebracht.
Des Bauleiters Jakob Žumer wird in der Mitte der Schlucht mit einer kleinen Gedenktafel in slowenischer und deutscher Sprache gedacht.

## Belege
1. ↑  Vintgar-Klamm – Bled. In: bled.si. Abgerufen am 27. August 2017.
2. ↑  vintgar — Slowenisch » Deutsch — PONS. In: de.pons.com. Abgerufen am 27. August 2017.